# اینترپرایز پلازا
اینترپرایز پلازا (به انگلیسی: Enterprise Plaza) یک آسمان‌خراش واقع در هیوستون، ایالات متحده آمریکا می‌باشد، که پروژه ساخت آن از سال ۱۹۷۷ آغاز و در سال ۱۹۸۰ به پایان رسید. مساحت زیربنای آن ۱۳۵٬۵۰۰ متر مربع (۱٬۴۵۹٬۰۰۰ فوت مربع)، تعداد طبقاتش ۵۵ است. این سازه متعلق به شرکت اینترپرایز پروداکتس می‌باشد و دفتر مرکزی این شرکت نفتی بشمار می‌آید.